# Anton Hajós
Anton Hajós (* 19. Februar 1935 in Kapuvár, Ungarn; † 18. Juni 2001 in Heidelberg) war ein ungarisch-deutscher Psychologe und Professor für Psychologie an der Universität Gießen.

## Leben
Geboren nahe der österreichisch-ungarischen Grenze, musste Hajós 1956 beim Ungarischen Volksaufstand nach Österreich flüchten. Er wurde später an der Universität Innsbruck Assistent bei Ivo Kohler und setzte die unter Theodor Erismann begonnenen Experimente mit Prismenbrillen fort. 1965 wechselte er nach Deutschland und habilitierte sich 1969 an der naturwissenschaftlichen Fakultät der Philipps-Universität in Marburg. 1970 nahm er einen Ruf an die Universität Gießen auf einen neu geschaffenen Lehrstuhl für Psychologie an und baute diesen zu einem Institut für Physiologische und Kybernetische Psychologie aus. Diese Professur hatte er bis zu seiner Emeritierung 2001 inne.

## Werk
Hajós gehörte zur dritten Generation der Innsbrucker Schule der Wahrnehmungspsychologie und blieb auch nach seinem Wechsel nach Deutschland ein profilierter Vertreter der Wahrnehmungspsychologie. Bekannt wurden seine richtungsweisenden Arbeiten über konturspezifische Farbnacheffekte. Eine der sich aus den Studien von Hajós ergebende Anwendung war eine Brille, mit der Patienten mit einer Rot-Grün-Farbblindheit die Farben aufgrund einer räumlichen Information wieder fehlerfrei unterscheiden können, obwohl die Flächen weiterhin nur in Grau gesehen werden.
Hajós richtete als Gastgeber 1974 und 1991 die Tagung der experimentell arbeitenden Psychologen in Gießen aus.

## Schriften (Auswahl)
- Einführung in die Wahrnehmungspsychologie. 2. Auflage. Wissenschaftliche Buchgesellschaft, Darmstadt 1991, ISBN 978-3-534-24246-7.
- Wahrnehmungspsychologie. Psychophysik und Wahrnehmungsforschung. Kohlhammer Verlag, Stuttgart 1983, ISBN 978-3-17-232171-5.
- Wahrnehmungspsychologische Indikatoren neuronaler Strukturen. Kohlhammer, Stuttgart 1982, ISBN 978-3-17-001329-2.